# Henri Filhol
Pour les articles homonymes, voir Filhol.
Antoine Pierre Henri Filhol, né le 11 mai 1843 à Toulouse et mort le 28 avril 1902 dans le 6e arrondissement de Paris, est un paléontologue, spéléologue et zoologiste français.

## Biographie
Né le 11 mai 1843 à Toulouse, Henri Filhol est le fils d’Édouard Filhol (1814-1883), conservateur du muséum de Toulouse.
Filhol obtint son titre de docteur en médecine à la faculté de Paris en 1873 avec une thèse intitulée De la sensibilité récurrente dans la main.
Il participa à plusieurs expéditions notamment à bord du Travailleur (1880, 1881 et 1882) et du Talisman (1883).
En 1885 il devint sous-directeur du laboratoire de zoologie anatomique au Muséum national d'histoire naturelle, à Paris, sous la direction de Georges Pouchet. À la mort de Pouchet, en 1894, Filhol le remplaça dans le poste de professeur titulaire de la chaire d'anatomie comparée du Muséum, chaire que Georges Cuvier avait créée en 1802. Filhol occupa son poste à la chaire d'anatomie comparée jusqu'à sa mort en 1902. On lui doit de cette époque (conjointement aussi grâce à Henri Neuville, un autre collaborateur de Pouchet) la réalisation du cétacéum, c'est-à-dire le podium des cétacés, encore visible à la galerie d'Anatomie comparée, dans le Jardin des plantes, à Paris. C'est avec l'insistance et le zèle que montrèrent Filhol et Neuville que vit le jour ce projet de Georges Pouchet, l'exposition de squelettes de cétacés au rez-de-chaussée de la Galerie, mais que Pouchet ne put réaliser lui-même de son vivant à la suite de son décès en 1894, quatre ans avant l'inauguration du bâtiment en 1898.
Filhol fut également docteur ès sciences et membre de l’Académie des sciences en 1897 et présida la Société zoologique de France en 1898.
Il est mort le 28 avril 1902 à Paris.

## Activités spéléologiques
Dans le domaine de la spéléologie, son œuvre capitale a porté sur l'étude des phosphorites du Quercy. Il fut également le compagnon des premiers préhistoriens qui étudièrent les grottes de l'Ariège (Bédeilhac, Mas d'Azil, Massat, Monfort, L'Herm…).
Sa bibliographie a été publiée dans  la Nature en 1902 avec un portrait.

## Activités paléontologiques
Filhol a décrit de nombreux vertébrés fossiles, particulièrement des mammifères du Cénozoïque. Dans une de ses principales publications, sur les phosphorites du Quercy, il illustre de nombreux vertébrés éteints, dont quelques spectaculaires momies naturelles d'amphibiens et de reptiles, dont deux ont été récemment étudié et identifié plus précisément par tomographie,,,.

## Collection
Une partie des collections d'Henri Filhol est déposée au muséum de Toulouse. 

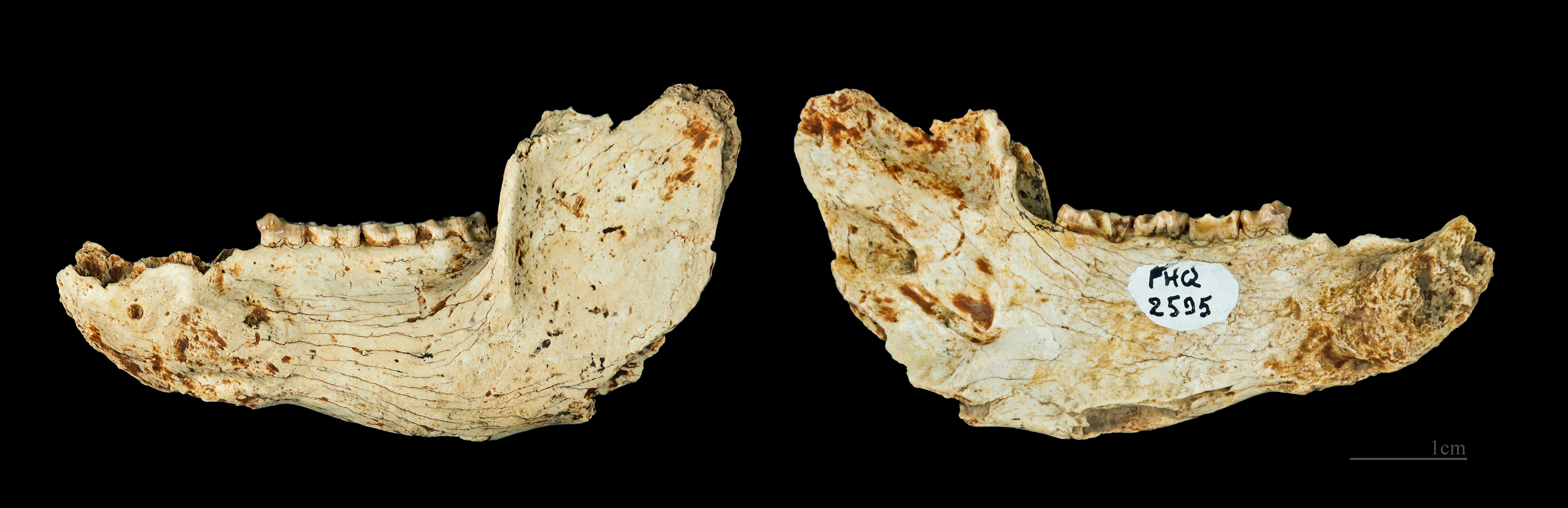
Mandibule d'Adapis parisiensis MHNT
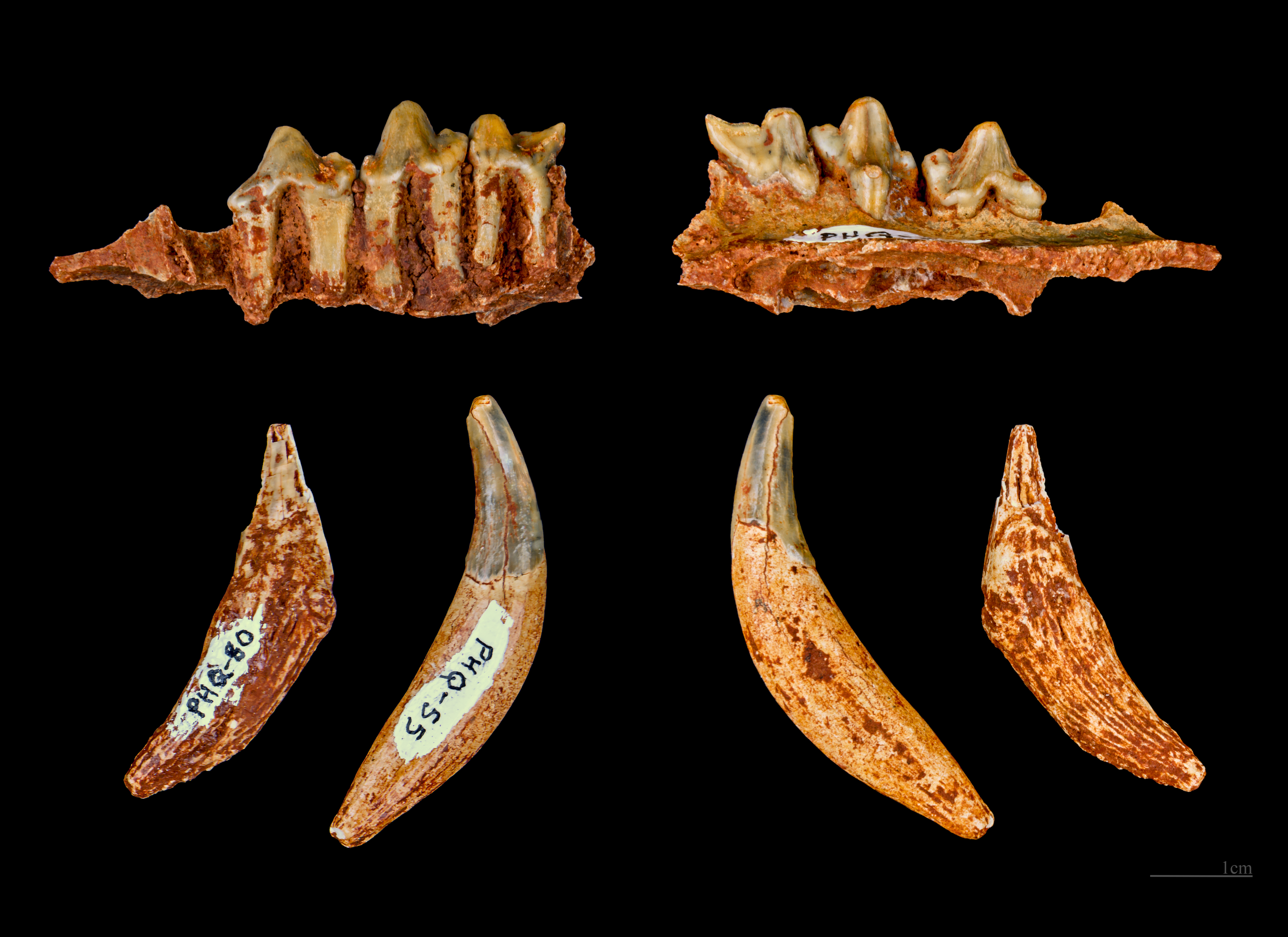
Maxillaire et canine de Hyaenodon filholi MHNT
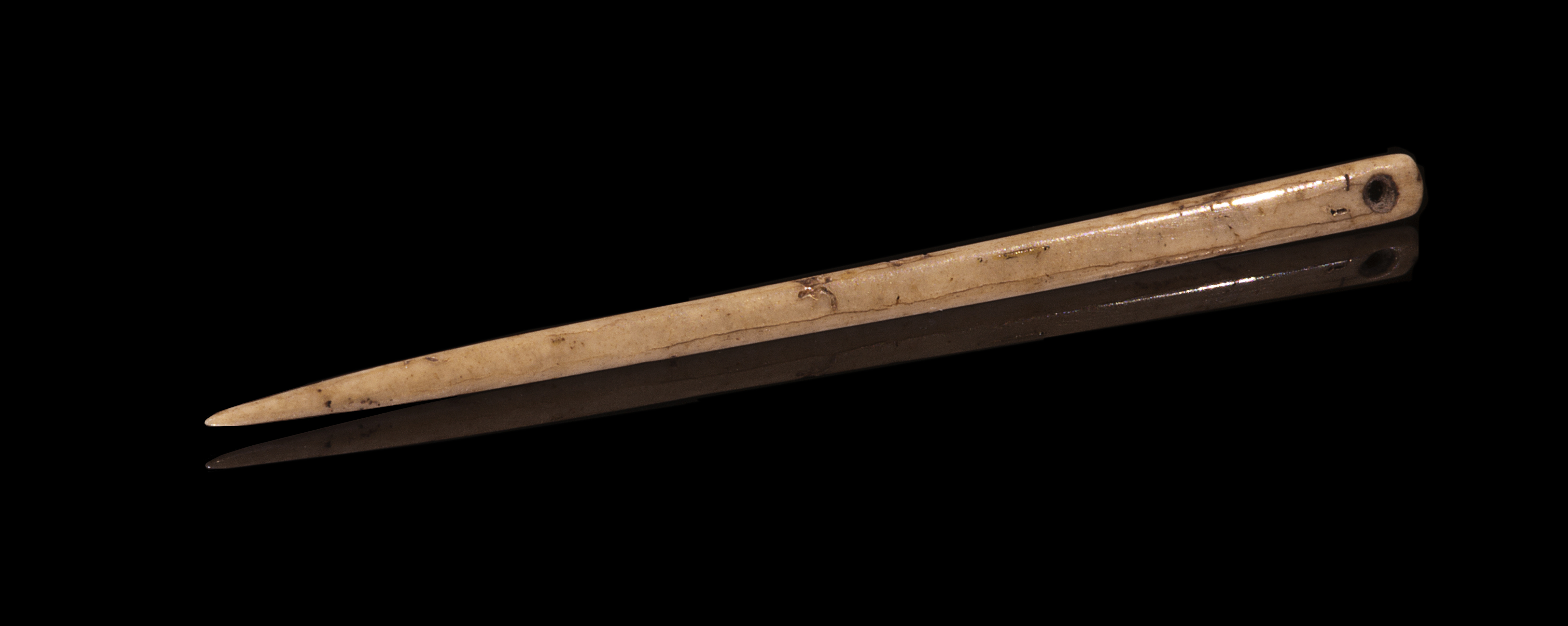
Aiguille en os du Magdalénien Gourdan-Polignan MHNT
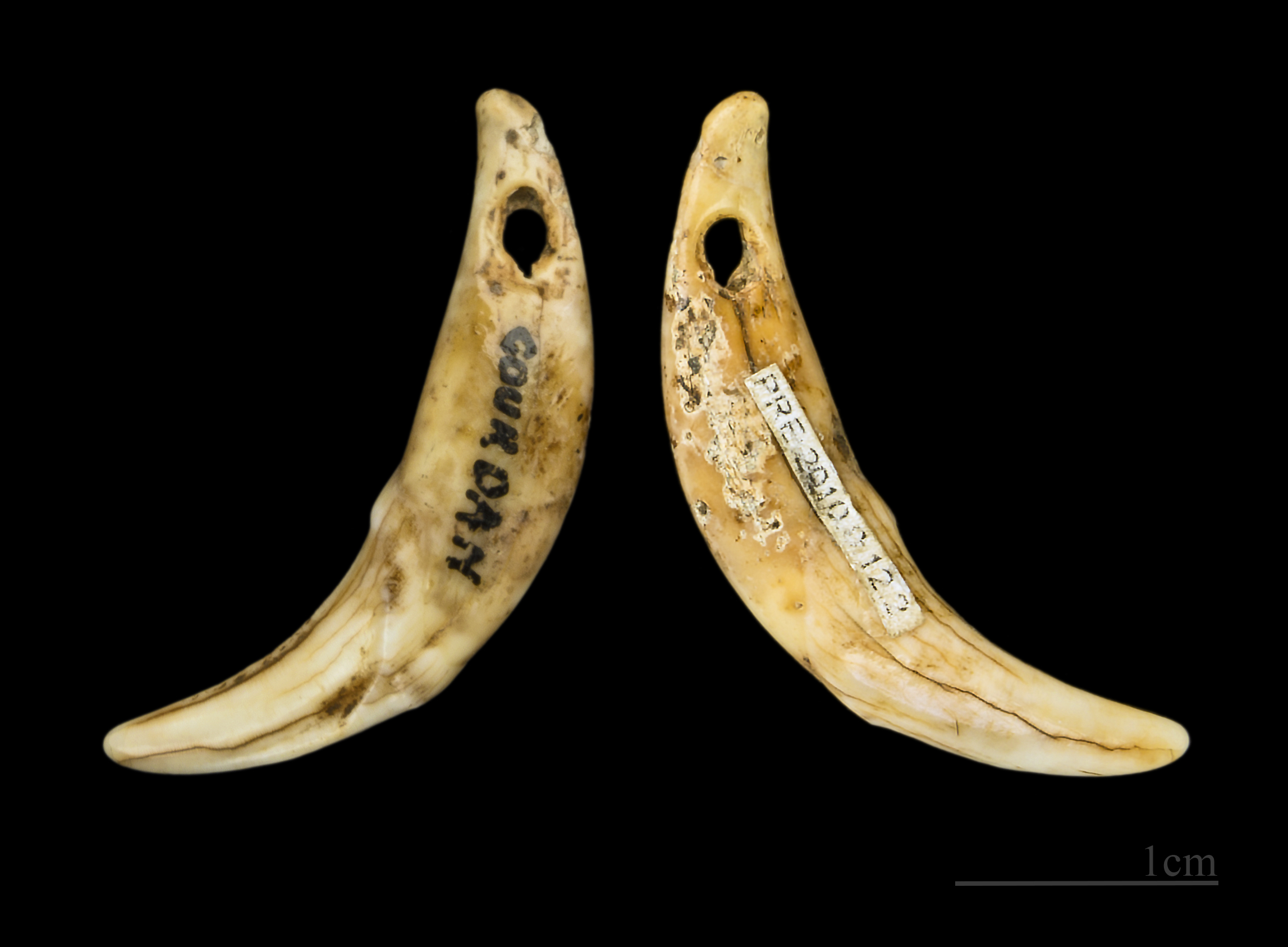
Canine de loup pour parure  Magdalénien Gourdan-Polignan MHNT
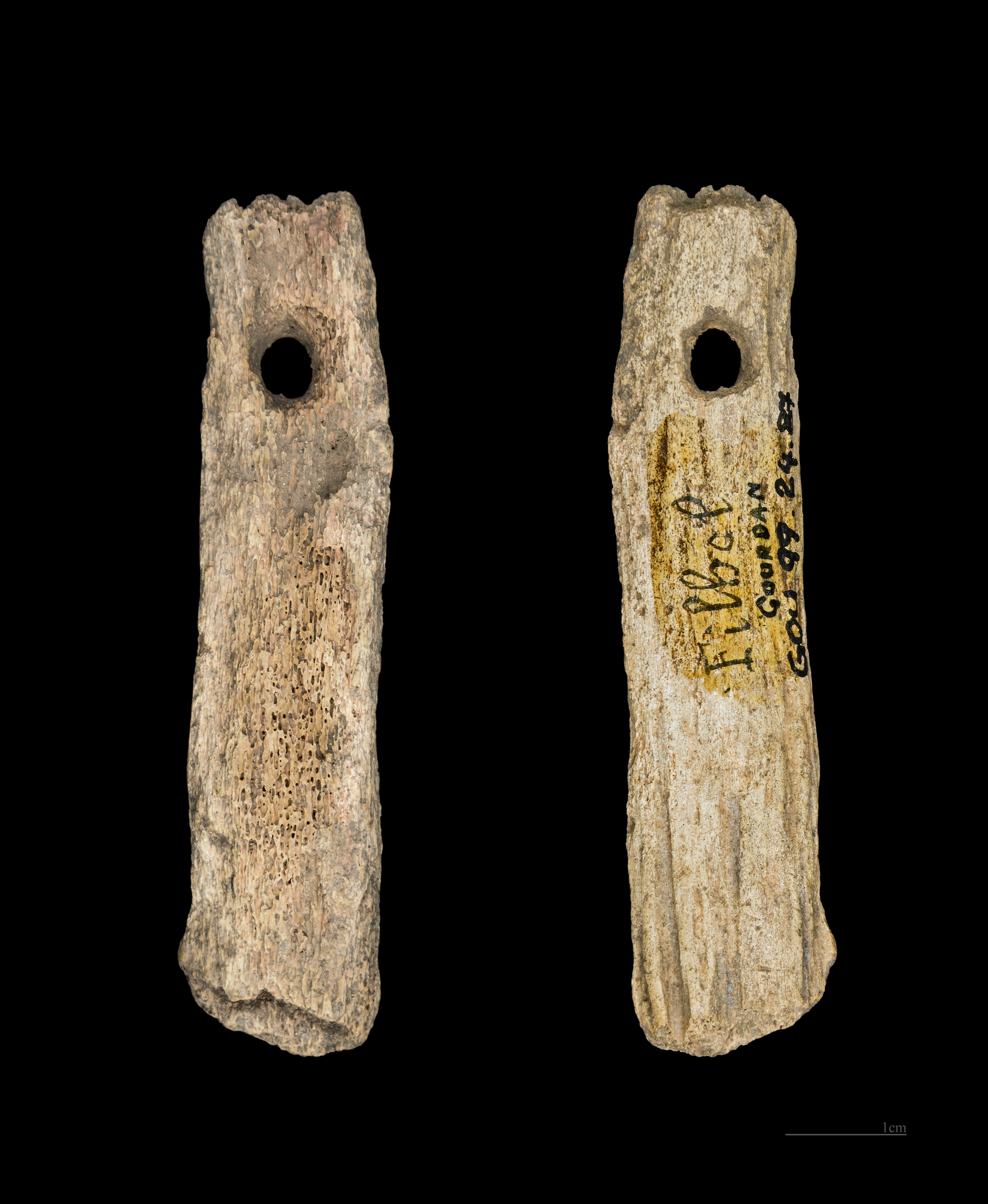
Pendeloque en bois de renne Magdalénien Gourdan-Polignan MHNT

## Liste partielle des publications
- 1885 : La vie au fond des mers, les explorations sous-marines et les voyages du " Travailleur" et du "Talisman" (G. Masson, Paris, collection Bibliothèque de la nature : viii + 303 p.)[10].
- 1866 : Âge de la pierre polie dans les cavernes des Pyrénées ariégeoises (J.-B. Baillière et fils, Paris : 83 p.).

## Distinctions
- Officier de la Légion d'honneur[11]

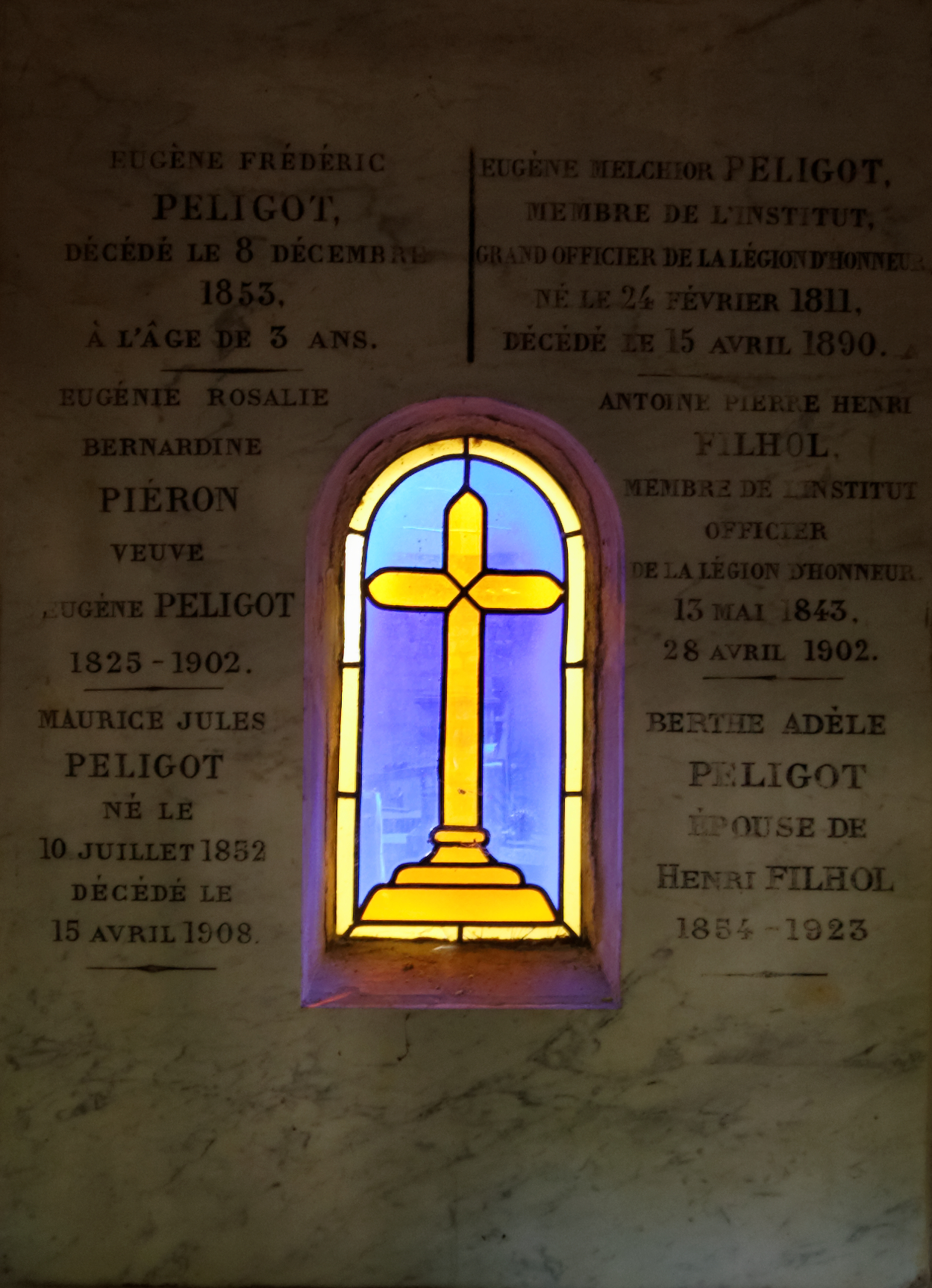
Stèle à l'intérieur de la chapelle funéraire des familles Péligot et Filhol, au cimetière du Père-Lachaise, à Paris.

- La Nouvelle-Zélande  a nommé un sommet de l’île Campbell, à son nom : "Filhol Peak"[12].
- Le paléontologue allemand Max Schlosser lui a dédié une espèce de Hyaenodon le Hyaenodon Filholi en 1877.